# Querlüftung

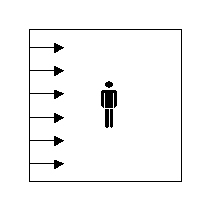
Querlüftung

Querlüftung ist nach DIN EN EN 12792:2004-01 definiert als freie Lüftung, infolge des Differenzdruckes, der durch Winddruck auf die Gebäudeaußenflächen entsteht und bei der thermischer Auftrieb im Gebäude von geringerer Bedeutung ist. Umgangssprachlich wird die Querlüftung auch Durchzug genannt. Zur freien Lüftung zählen weiterhin die Fugenlüftung, die Fensterlüftung sowie die Schachtlüftung bzw. die Dachaufsatzlüftung durch Thermik und Kaminwirkung.
Das natürliche Belüften tiefer Räume ist in der Regel mit Schwierigkeiten verbunden. Vor allem im Industriebau greift man durch die gegebenen Raummaße auf die Technik der Querlüftung zurück. Im oberen Bereich der Außenwände werden Öffnungen angebracht. Durch Druckunterschiede und allgemeine Luftbewegungen im Außenbereich stellt sich ein natürlicher Luftstrom ein. Um diesen zu verstärken, kann man die gegenüberliegenden Öffnungen einmal hoch und einmal tief einbauen. Dadurch aktiviert man zusätzlich den thermischen Auftrieb und verstärkt den Luftstrom.
Im Wohnbau wird dies vereinzelt ebenfalls genutzt, im Prinzip als effizientere Stoßlüftung.

## Vorteile
- Es kann natürlich gelüftet werden. Keine zusätzlichen Betriebskosten einer Lüftungsanlage.
- Der Einbau ist auch nachträglich sehr einfach und kostengünstig ausführbar. Dies gilt vor allem in Entwicklungsländern, in denen im Industriebau teilweise schlechte Raumluftbedingungen herrschen.

## Nachteile
- Keine Vorwärmung der Außenluft und keine Wärmerückgewinnung. Die Wärme der entweichenden Raumluft geht gänzlich verloren und muss durch die Heizung wieder ersetzt werden.
- Eventuell enthaltene Schadstoffe der Außenluft treten ungehindert in den Innenraum und werden nicht herausgefiltert.
- undefinierte Komfortsituationen

## Normung
DIN in Deutschland
DIN 1946 [2009-05] Raumlufttechnik
- Teil 6: Lüftung von Wohnungen – Allgemeine Anforderungen, Anforderungen zur Bemessung, Ausführung und Kennzeichnung, Übergabe/Übernahme (Abnahme) und Instandhaltung

DIN 18017 [1987-02] Lüftung von Bädern und Toilettenräumen ohne Außenfenster
- Teil 1: Einzelschachtanlagen ohne Ventilatoren

Norm wurde 2010 ersatzlos zurückgezogen
DIN Fachbericht 4108 [2010-09] Wärmeschutz und Energie-Einsparung in Gebäuden
- Teil 7: Luftdichtheit von Gebäuden – Anforderungen, Planungs- und Ausführungsempfehlungen sowie -beispiele
- Teil 8: Vermeidung von Schimmelwachstum in Wohngebäuden

DIN EN für Europa
DIN EN 12792 [2004-01] Lüftung von Gebäuden – Symbole, Terminologie und graphische Symbole